# Kovács János (karmester)
Kovács János (Budapest, 1951. augusztus 14. –) Kossuth- és Liszt Ferenc-díjas magyar karmester, a Magyar Állami Operaház korábbi első karmestere, 2011. augusztus 9-től 17-ig megbízott főigazgatója. Sudlik Mária férje volt.

## Életpályája
A Bartók Béla Zeneművészeti Szakközépiskolában érettségizett, majd a Liszt Ferenc Zeneművészeti Főiskolán szerzett karmesteri diplomát 1973-ban. A főiskola után rögtön a Magyar Állami Operaházhoz szerződött korrepetitorként, majd 1976-tól karmesterként. 1979 és 1981 között három alkalommal a Bayreuthi Ünnepi Játékok zenei asszisztense volt. 1987 és 1990 között az Operaház vezető karmestere, 2001-től Magyar Filharmóniai Társaság első karmestere. 2003-ban, illetve 2006-2007-ben megbízott főzeneigazgató, 2007-től 2016-ig az Operaház első karmestere.
Rendszeresen vezényel külföldön, első karmestere volt a Szlovén Filharmonikusoknak, 1992-től a Tokiói Filharmonikusok vendégkarmestere, 1998 óta első vendégkarmestere.

## Díjai, elismerései
- Komor Vilmos-emlékplakett (1980)
- Liszt Ferenc-díj (1985)
- Oláh Gusztáv-emlékplakett (1991)
- Érdemes művész (1996)
- Kossuth-díj (2001)
- Inter Lyra-díj (2003)
- Gundel művészeti díj (2004)
- Bartók–Pásztory-díj (2007)
- Prima Primissima díj (2015)
- A Magyar Állami Operaház Mesterművésze (2016)
- A Magyar Érdemrend középkeresztje (2018)[3]
- Artisjus előadóművészeti díj (2019)[4]